# Roter Wilder Wein
Roter Wilder Wein (auch Roter Wein, Der rote Wein, norwegisch Rød villvin) ist ein Gemälde des norwegischen Malers Edvard Munch, das zwischen 1898 und 1900 entstand. Es zeigt ein von roten Jungfernreben umranktes Haus, vor dem sich am unteren Bildrand das Gesicht eines Mannes befindet. Das Bild gehört zu den späten Motiven, die Munch in seinen Lebensfries aufnahm, und ist dort dem Themenkomplex Angst zugeordnet. Es wird aber auch als Version des Motivs Eifersucht interpretiert. Das Munch-Museum Oslo stellt das Gemälde aus. Im Jahr 1919 schuf Munch mit Der Mörder in der Allee eine ähnliche Komposition.

## Bildbeschreibung
Im Zentrum des Bildes befindet sich, aus einer Froschperspektive dargestellt, ein großes Haus, an dessen Mauern sich Wilder Wein emporrankt. Die blutrote Farbe der Reben erinnert an züngelnde Flammen und bildet einen starken Kontrast zum blassen Himmel. Aus der Vorderfront ragt eine braune Veranda hervor. Die Fenster des Hauses sind hell erleuchtet. Ansonsten gibt es kein Anzeichen von Leben im Haus.
Am unteren Bildrand, nah an der Bildoberfläche, befindet sich eine männliche Figur, die keinen Bildraum mit dem Haus teilt. Für Uwe M. Schneede taucht die Figur „unvermittelt im Vordergrund“ auf. Der schwarz gekleidete Mann trägt eine ebenso schwarze Kopfbedeckung. Er hat ein grünliches Gesicht und einen Schnurrbart. Seine Augen sind weit aufgerissen. Er starrt den Betrachter frontal an, als wolle er in diesem eine Reaktion erzeugen.
Hinter dem Mann ragt ein nackter Baumstamm mit einem abgesägten Stumpf auf. Zwischen weißen Lattenzäunen führt ein Weg am Haus vorbei, der sich rasch verjüngt und dem Bild eine soghafte Tiefenwirkung verleiht. Insgesamt ist der Bildraum offener als in vielen anderen Werken aus Munchs Lebensfries.
Laut Arne Eggum zeigt das Bild Munchs Vorliebe für kräftige Farben, wie es vor allem für sein Werk um die Jahrhundertwende charakteristisch war. Die Farben wurden allerdings sehr dünn aufgetragen und ziehen am unteren Bildrand auch einige Tropfspuren. Die Pinselführung ist laut Reinhold Heller weniger strukturiert als in anderen Bildern Munchs und beinahe wahllos. So ergibt sich für ihn auch keine einheitliche Gesamtkomposition.

## Hintergrund
Die Landschaft lässt sich als Åsgårdstrand identifizieren, eine kleine norwegische Küstenstadt am Oslofjord, die als Sommerfrische vieler Bürger und Künstler aus dem nahen Kristiania, dem heutigen Oslo, diente und in der auch Munch seit 1889 seine Sommer verbrachte. Genauer macht Eggum das Gebäude als das Haupthaus des Anwesens Kiøsterudgården aus, das Munch auch in anderen Bildern malte, so etwa 1901 in Mädchen auf der Brücke. Die männliche Figur trägt Züge des polnischen Schriftstellers Stanisław Przybyszewski, der wie Munch zur Künstler-Bohème gehörte, die sich Anfang der 1890er Jahre in Berlin um das Lokal Zum schwarzen Ferkel gebildet hatte. Munch porträtierte Przybyszewski bereits 1895 in dem Gemälde Eifersucht, als dessen Version Roter Wilder Wein interpretiert wird. Die Bilder haben dieselbe Komposition mit einem vom Hintergrund abgesetzten Gesicht, das sich unmittelbar an der Bildoberfläche an den Betrachter wendet.

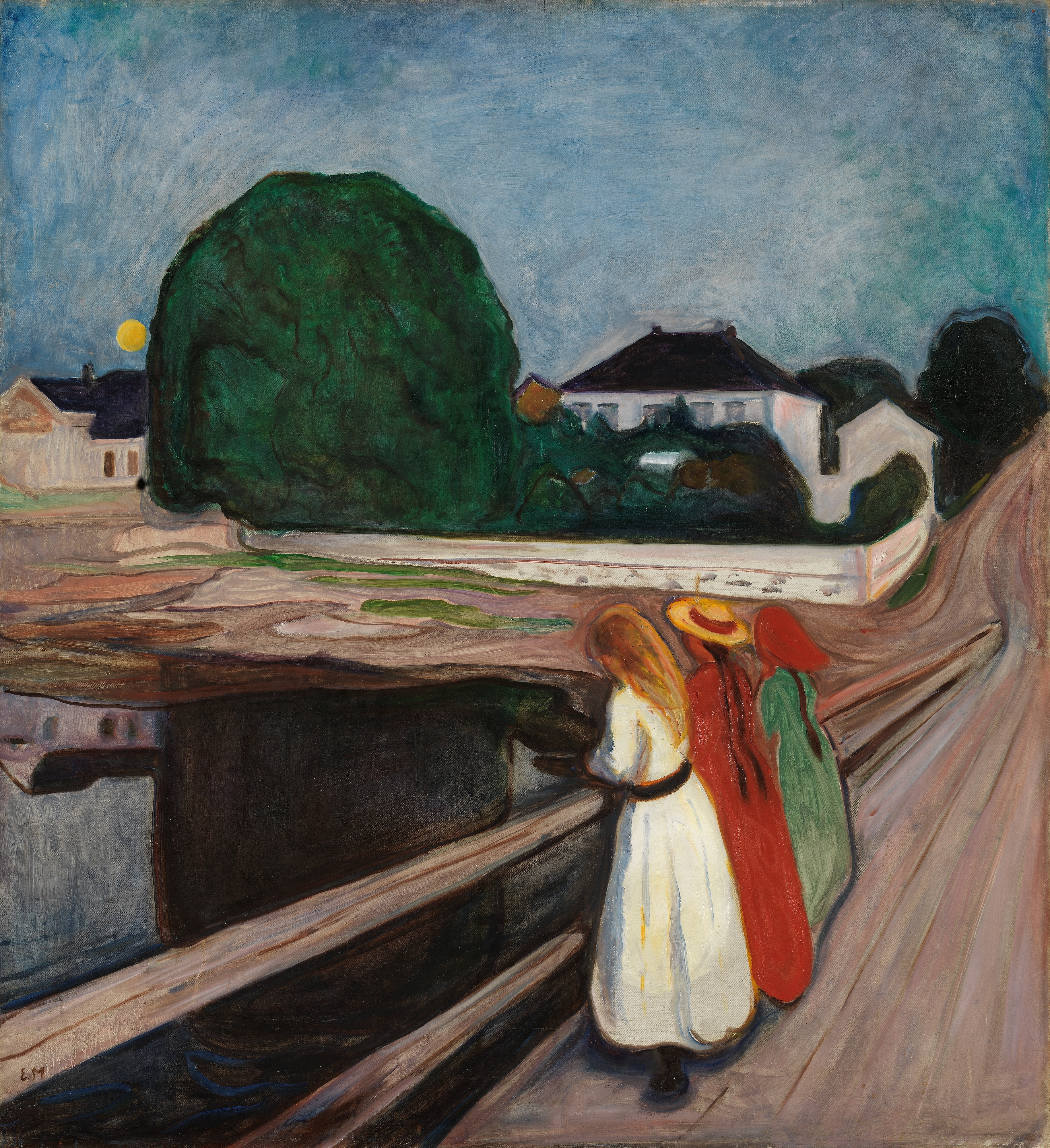
Mädchen auf der Brücke (1901), Öl auf Leinwand, 136 × 125 cm, Norwegische Nationalgalerie Oslo
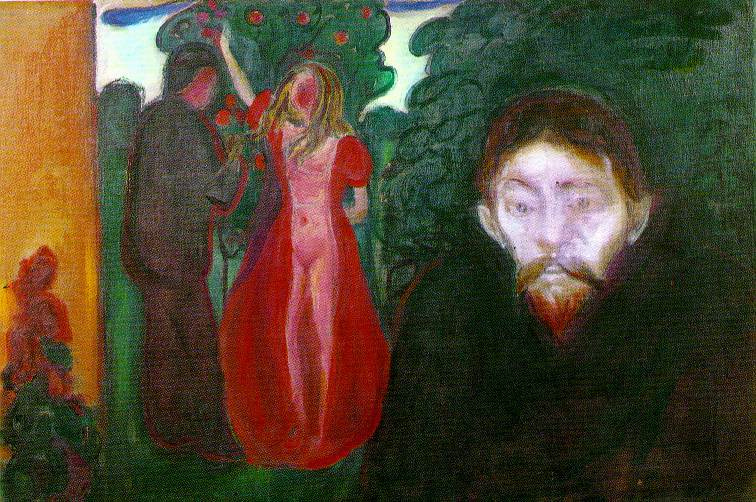
Eifersucht (1895), Öl auf Leinwand, 67 × 100,5 cm, Kunstmuseum Bergen
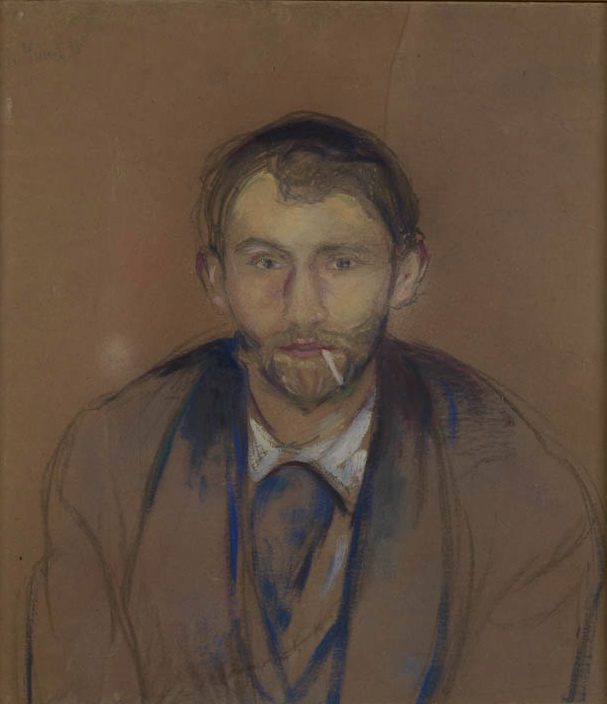
Stanisław Przybyszewski (1895), Öl und Tempera auf Karton, 62,5 × 55,5 cm, Munch-Museum Oslo

Zur Entstehungszeit des Bildes malte Munch zwei weitere Roter Wilder Wein betitelte Gemälde, die ebenfalls das weinumrankte Haus zeigen. Allerdings fehlt ihnen die Vordergrundfigur. Eines befindet sich in Privatbesitz, das andere in der Norwegischen Nationalgalerie in Oslo, siehe dazu auch die Liste der Gemälde von Edvard Munch.

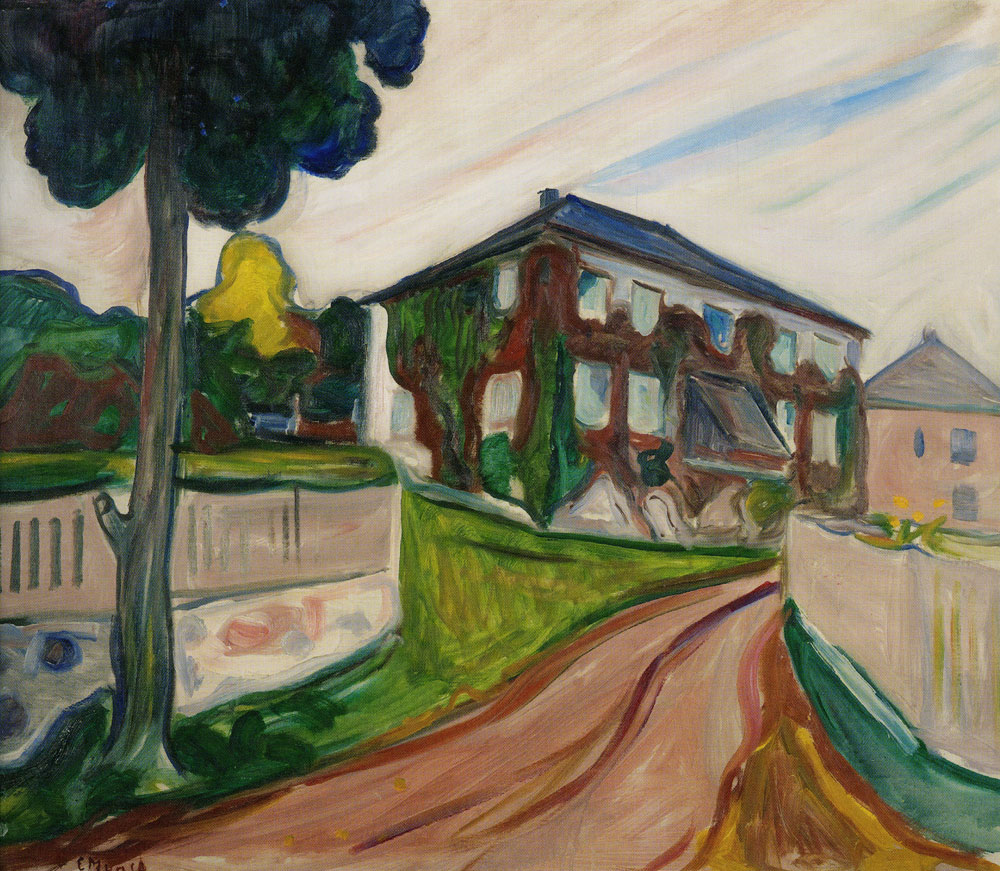
Roter Wilder Wein (1898–99), Öl auf Leinwand, 92,5 × 110 cm, Privatsammlung
Roter Wilder Wein (1898–99), Öl auf Leinwand, 32,5 × 48 cm, Norwegische Nationalgalerie Oslo

## Interpretation
„Was ist in dieser Herbstnacht in dem verschlossenen Haus geschehen?“ fragt Nic. Stang und antwortet: „Hier liegt der Angst ein Drama zugrunde.“ „Etwas Ungeheuerliches ist geschehen oder wird geschehen“ interpretiert Uwe M. Schneede. „Ein Schrecken wird suggeriert“. Frank Høifødt spricht von einer „klaustrophobischen Atmosphäre“, die über dem Bild liegt. Arne Eggum bezieht den „Eindruck des panischen Schreckens“ auf das rotumrankte Haus: „Es scheint, als würde das Haus etwas Schreckliches bergen, um das der Mann im Vordergrund weiss.“ Dabei lasse der kahle Baumstamm an den Tod denken und das Haus wirkt für ihn leblos wie eine aufgeblasene Hülle. Hingegen wird für Høifødt im Sinne eines psychologischen Anthropomorphismus das Haus selbst zu einer lebendigen Kreatur. Erker und Fenster wirken wie ein Gesicht, wobei die beiden eng beieinanderliegenden Fenster im Erdgeschoss den Ausdruck der starrenden Figur im Vordergrund aufgreifen. In deren verzweifeltem Blick zum Betrachter liegt für Schneede ein „Appell zur Überwindung des Schreckens in der Welt“. Insgesamt beschreibt Høifødt das Bild als Ausdruck des komplizierten innerlichen Symbolismus Munchs, der sich, anders als bei anderen Künstlern der Stilrichtung, nicht auf Symbole im Sinne von zu entschlüsselnden Chiffren bezieht. Munch genügen Komposition und Farbe für den Ausdruck von Angst und Horror.

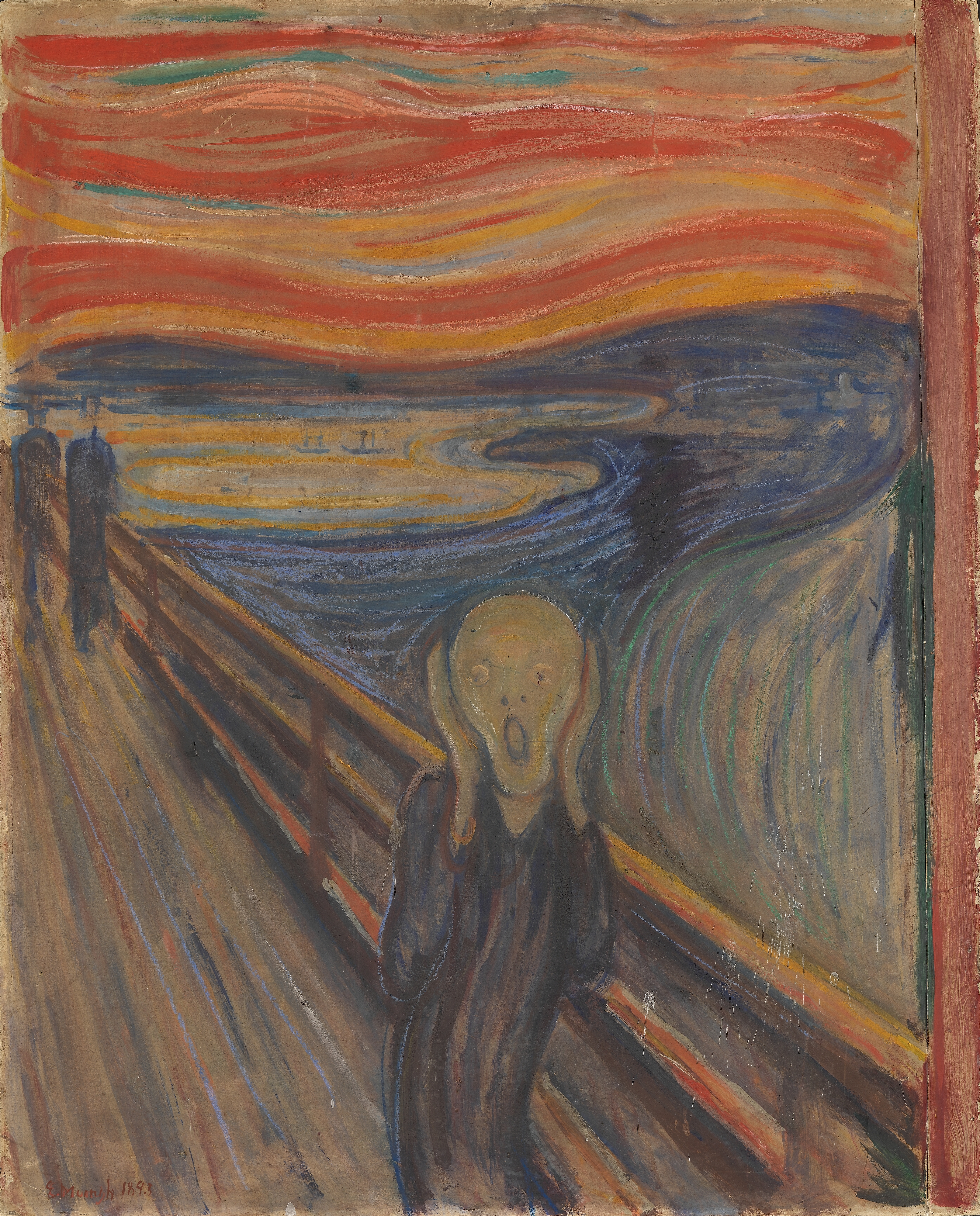
Edvard Munch: Der Schrei (1893), 91 × 73,5 cm, Norwegische Nationalgalerie Oslo
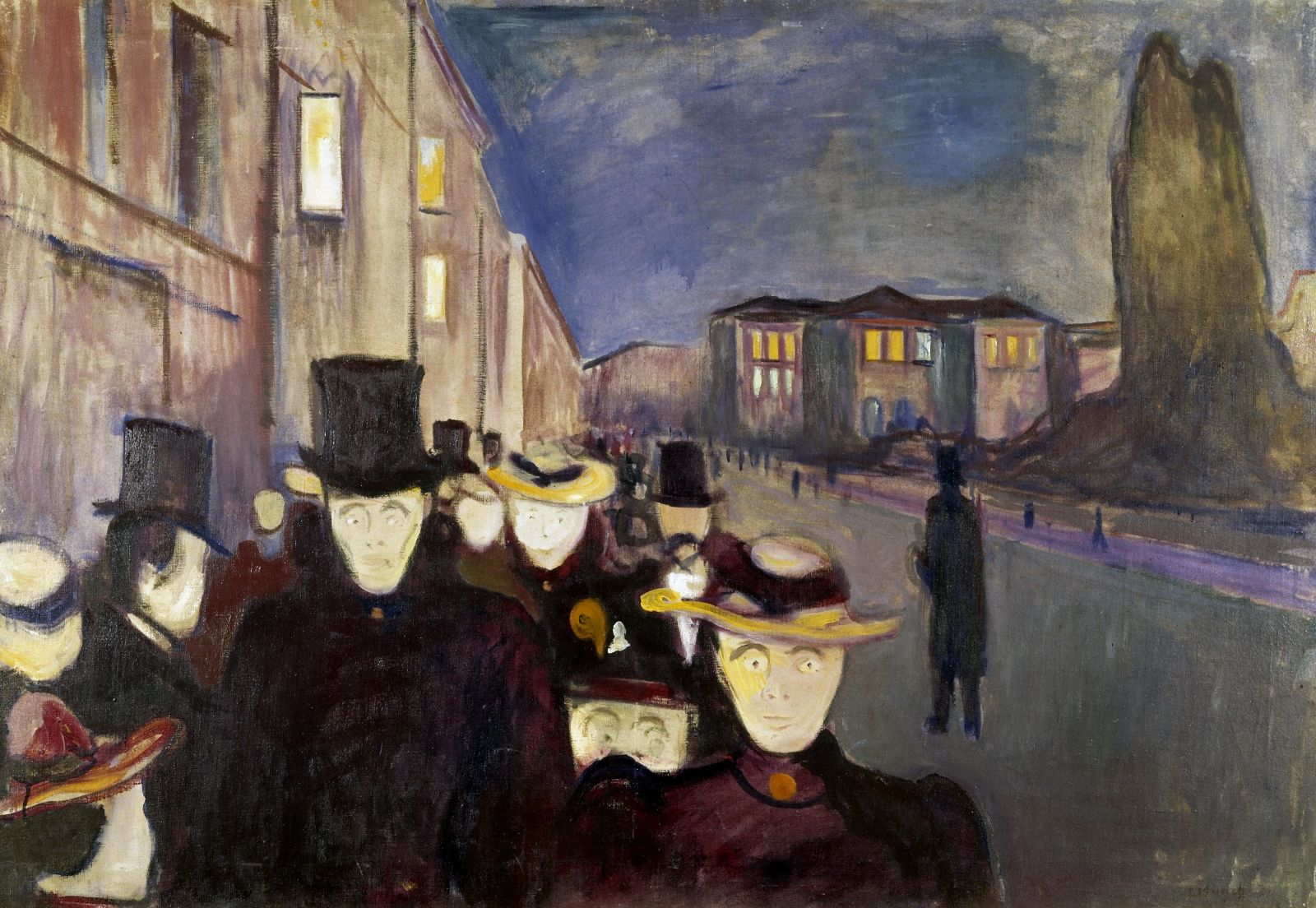
Abend auf der Karl Johans gate (1892), Öl auf Leinwand, 84,5 × 121 cm, Kunstmuseum Bergen
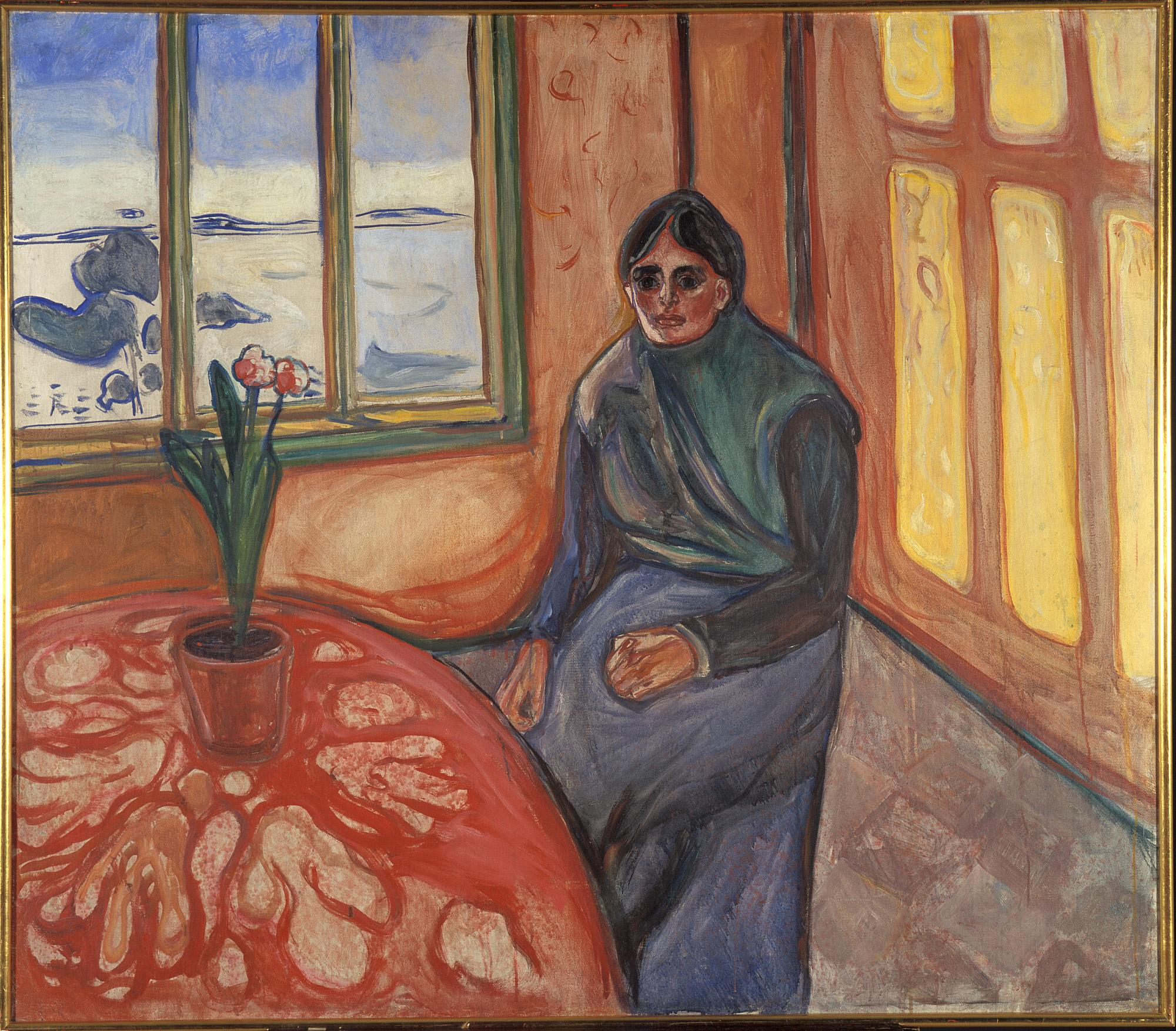
Melancholie (1900/01), Öl auf Leinwand,  110 × 126 cm, Munch-Museum Oslo
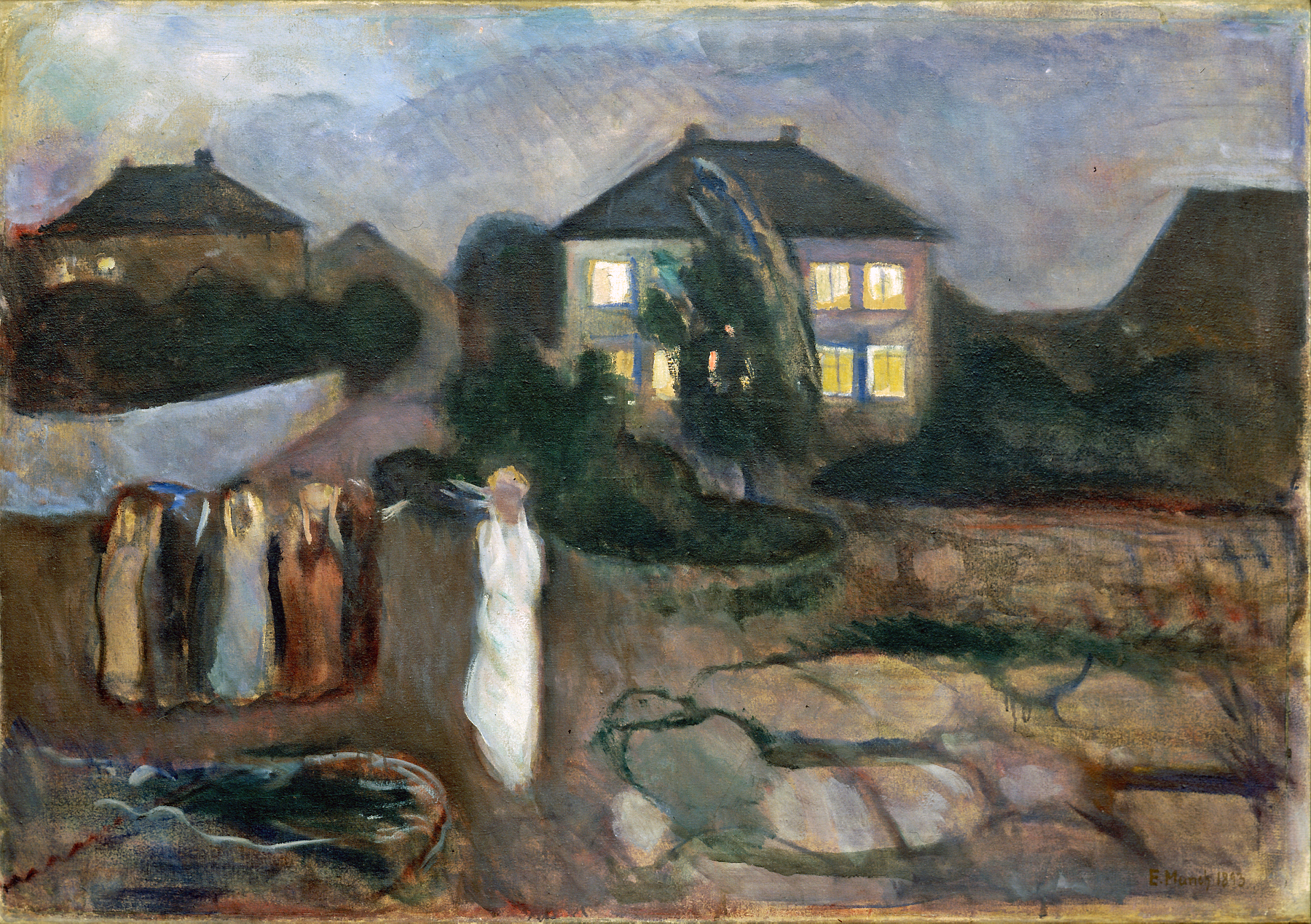
Der Sturm (1893), Öl auf Leinwand, 91,5 × 131 cm, Museum of Modern Art New York

Bei einer Ausstellung der Berliner Secession 1902 integrierte Munch das Bild in die Themenwand Angst seines Lebensfrieses, dessen Hauptwerke bereits in den Jahren 1893 bis 1895 entstanden waren. Das Gefühl der Angst, das Roter Wilder Wein erzeugt, vergleicht Reinhold Heller mit Der Schrei oder Abend auf der Karl Johans gate. Munch greife auf bereits erprobte Techniken zur Schaffung einer angstvollen Stimmung zurück, so dass Heller von einer Pastiche aus Elementen des eigenen Werkes spricht. Der frontale Kopf ist aus Eifersucht bekannt, der sich steil verjüngende Weg als Metapher des Todes aus Der Schrei, die dominierende Farbe Rot etwa aus dem Melancholie betitelten Porträt der geisteskranken Schwester Laura. Die leuchtenden, augenähnlichen Fenster finden sich auch in Abend auf der Karl Johans gate und Der Sturm. Insgesamt interpretiert Heller das Bild wie andere aus der Entstehungszeit als Suche nach Inspiration und einem neuen Stil, mit dem Munch an die Hauptwerke des Lebensfrieses anknüpfen und sie ersetzen wollte. Insofern sei die dargestellte „Seelenpein“ jene eines Malers in der Schaffenskrise.

## Der Mörder in der Allee
Mit Der Mörder in der Allee (norwegisch Mord i alleen) griff Munch 20 Jahre später die Bildkomposition von Roter Wilder Wein wieder auf. Zwar ist das weinumrankte Haus einer Allee gewichen, doch ist die männliche Figur abermals eng an den unteren Bildrand und die Bildoberfläche gerückt und kommt dem Betrachter frontal entgegen. Der Titel legt dieses Mal den Grund der Panik offen: Ein Mord ist geschehen, das Mordopfer liegt als blau-violetter Schatten auf der Straße im Zentrum des Bildes. Der Mörder hingegen ist nur noch am Rand der Szene eingefangen und droht den Tatort zu verlassen. Seine Darstellung ist nicht mehr als eine Skizze, gemalt in einer Flüchtigkeit, die sowohl als Fluchtbewegung interpretiert werden kann als auch als flüchtige Erinnerung an eine vergangene Tat.
Das Gemälde ist laut Ulrich Bischoff ein typisches Beispiel für die Landschaftsmalerei Munchs, der kaum einmal eine reine Landschaft naturgetreu wiedergab, sondern sie durch Figuren und andere Elemente um eine atmosphärische oder erzählende Ebene anreicherte und damit in eine „Seelenlandschaft“ verwandelte. Neben Roter Wilder Wein griff Munch bei Der Mörder in der Allee noch auf zwei weitere Vorgänger zurück, Allee im Schneegestöber (1906) und Der Mörder (1910). Im ersten Bild ahnen zwei gesichtslose, anonyme Vordergrundfiguren nichts von der Atmosphäre von Bedrohung und Gefahr, die sich hinter ihnen auf der baumgesäumten Allee zusammenbraut. Das zweite Bild zeigt auch schon einen Mörder nach seiner Tat, doch hier steht er noch im Zentrum der Leinwand. Sein arsengrünes Gesicht ist in der Extremsituation zur Maske erstarrt. Die Farbe Grün steht bei Munch häufig für Verzweiflung. Bereits im Motivkomplex Marats Tod (1907) hatte Munch einen Mord dargestellt, doch war die Mörderin damals noch weiblich und Munch stilisierte sich selbst als ihr Opfer.

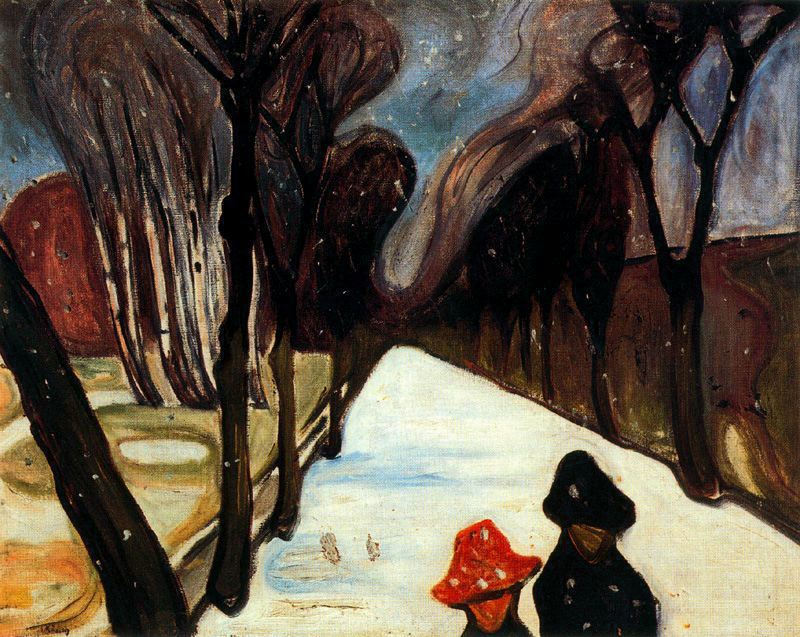
Allee im Schneegestöber (1906), Öl auf Leinwand, 100 × 80 cm, Munch-Museum Oslo
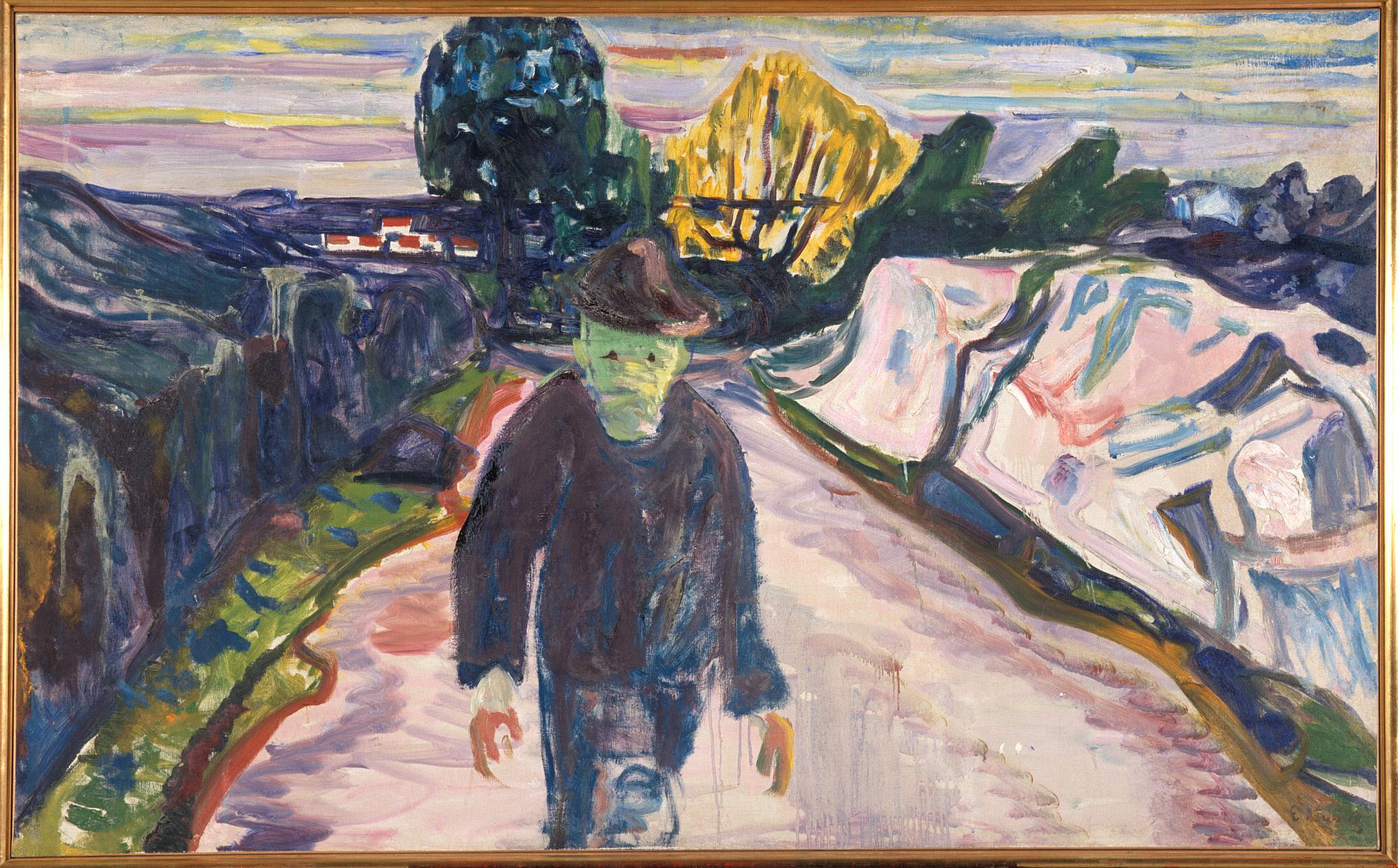
Der Mörder (1910), Öl auf Leinwand, 94,4 × 154,4 cm, Munch-Museum Oslo
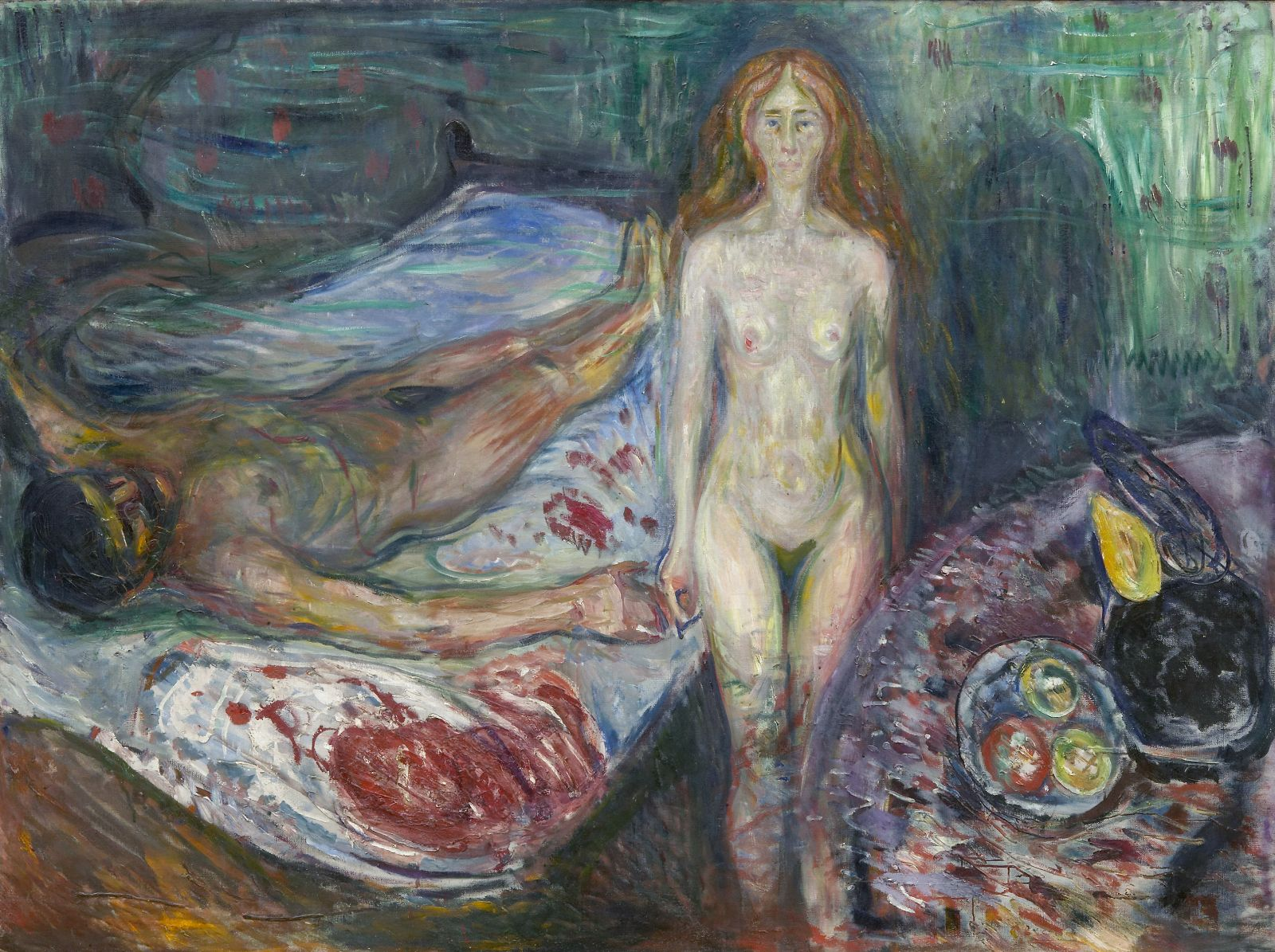
Marats Tod I (1907), Öl auf Leinwand, 150,5 × 199,5 cm, Munch-Museum Oslo